# Списък на православните патриарси на Александрия
Това е списък на патриарси и папи на Гръцко-православния патриархат на Александрия и цяла Африка.

## Епископи александрийски (42 – 325 г.)
- св. апостол и евангелист Марк (ок. 42 — 4 април 62/63)
- св. Аниан (ок. 62/63 – 83/84)
- св. Авилий (83-95 или 98)
- св. Кердон (ок. 98 – 105…109)
- Прим (ок. 110 – 121)
- св. Юст (Юстин) (ок. 121 – 130)
- св. Евмен (ок. 131 – 139…144)
- св. Марк II (Маркиан) (ок. 144 – 149…154)
- св. Келадион (Келадий) (ок. 154 – 164…167)
- св. Агрипин (Агрипа) (ок. 167 – 180)
- св. Юлиан (Юлий) (180 – 189)
- св. Димитрий (189 – 231)
- св. Иракъл (231 или 232 – 246/247)
- св. Дионисий Велики (247/248 – 264/265, пам. 5 октомври)
- св. Максим (Максимиан) (264/65 – 282)
- св. Феона (282 – 300)
- св. Петър (края на 300 – 311)
- св. Ахила (ок. 312 – юни 313)

## Архиепископи александрийски (325 – 451 г.)
- св. Александър I (ок. 313 – 328)
- св. Атанасий Велики (328—336)
- Пист, арианин (ок. 337 – ок. 338)
- св. Атанасий Велики, повторно (23.11.337-19.03.339)
- Григорий, арианин (339…341-344…346)
- св. Атанасий Велики, 3-ти път (23.10.346-9.02.356)
- Георгий, арианин (24.02.357-2.10.358)
- Георгий, арианин, повторно (26.11.361- 24.12.361)
- Лукий, арианин (края на 361)
- св. Атанасий Велики, 4-ти път (21.02.362-24.10.362)
- св. Атанасий Велики, 5-и път (началото на 364 – 4.05.365)
- Лукий, арианин, повторно (декември 365)
- св. Атанасий Велики, 6-и път (1.02.366 – 2.05.373)
- Петър II (373—374)
- Лукий, арианин, 3-ти път (375 – 30.05.378)
- Петър II, повторно (379 – 14 или 15.02.380)
- св. Тимотей I (380 – 20.07.384)
- Теофил (384-15.10.412)
- св. Кирил Велики (17.10.412 – 27.06.444)

## Патриарси александрийски (от 451 г.)
- Диоскор, монофизит (444 – 1.09.451)
- св. Протерий (451-457)
  - Тимотей II Елур (475-477)
  - Петър III Александрийски Монг (477)
  - Тимотей III Салофакиол (отново) (477-482)
- Йоан I Талайя (482)
- Петър III Александрийски Монг (отново) (482-489)
- Атанасий II Килит (489-496)
- Йоан II (496-505)
- Йоан III ((505-516)
- Диоскор II (516-517)
- Тимотей IV (517-535)
- Теодосий I (535-536)
  - Гайна (Гайан) (535) (антипатриарх)
- Павел от Табенесис (537-540)
- Зоил (540-551)
- Аполинарий (551-569)
- Йоан IV (569-579)
- Вакант (579-581)
- Св. Евлогий I (581-607)
- Св. Теодор (607-609)
- Св. Йоан V Милостиви (610-616)
- Вакант (616-621)
- Георгий I (621-631)
- Кир I (631-643/4)
- Петър IV (643/4-651)
- Вакант (651-727)
  - Теодор II (662) (Koadjutor)
  - Петър V (680) (Koadjutor)
  - Петър VI (690) (Koadjutor)
  - Теофилакт (695) (Koadjutor)
  - Онопс (710) (Koadjutor)
- Козма I (727-768)
- Политиан (768-813)
- Евстатий (813-817)
- Христофор I (817-841)
- Софроний (841-860)
- Михаил I (860-870)
- Михаил II (870-903)
- Вакант (903-907)
- Христодул (907-932)
- Евтихий (933-940)
- Софроний II (941)
- Исаак (941-954)
- Йов (Йаков) (954-960)
- Вакант (960-963)
- Илия I (963-1000)
- Св. Арсений (1000-1010)
- Теофил II (1010-1020)
- Георгий II (1021-1052)
- Леонтий (1052-1059)
- Александър II (1059-1062)
- Йоан VI (1062-ca. 1100)
- Евлогий II (ca. 1100-1115)
- Сава (1117)
- Кирил II (1130)
- Теодосий II (?-ca. 1166)
- Софроний III (ca. 1166-1171)
- Илия II (1171-1175)
- Елевтерий (1175-1180)
- Марк III (1180-1209)
- Николай I (1210-1243)
- Григорий (Грегор) I (1243-1263)
- Николай II (1263-1276)
- Атанасий III (1276-1316)
- Григорий II (1316-1354)
- Григорий III (1354-1366)
- Нифон (1366-1385)
- Марк IV (1385-1389)
- Николай III (1389-1398)
- Григорий IV (1398-1412)
- Николай IV (1412-1417)
- Атанасий IV (1417-1425)
- Марк V (1425-1435)
- Филотей I (Феотил) (1435-1459)
- Марк VI (1459-1484)
- Григорий (Грегор) V (1484-1486)
- Йоаким (1486-1567)
- Вакант (1567-1569)
- Силвестър (1569-1590)
- Мелетий I (1590-1601)
- Кирил III (1601-1620)
- Герасим I (1620-1636)
- Митрофан (1636-1639)
- Никифор (1639-1645)
- Йоаникий (1645-1657)
- Паисий (1657-1678)
- Партений I (1678-1688)
- Герасим II (1688-1710)
- Самуил (1710-1712)
- Козма II (1712-1714)
- Самуил (1714-1723)
- Козма II (1723-1736)
- Козма III (1737-1746)
- Матей (1746-1766)
- Киприан (1766-1783)
- Герасим III (1783-1788)
- Партений II (1788-1805)
- Теофил III (1805-1825)
- Йеротей I (1825-1845)
- Артемий (1845-1847)
- Йеротей II (1847-1858)
- Калиник (1858-1861)
- Яков II (1861-1865)
- Никанор (1866-1869)
- Софроний IV Александрийски (1870-1899)
- Фотий (1900-1925)
- Мелетий II (1926-1935)
- Николай V (1936-1939)
- Христофор II (1939-1966)
- Вакант (1966-1968)
- Николай VI 1968-1986)
- Партений III Александрийски (1987-1996)
- Петър VII (1997-2004)
- Теодор II (2004-днес)